# Catherine Bouroche
 (octobre 2009).
Si vous disposez d'ouvrages ou d'articles de référence ou si vous connaissez des sites web de qualité traitant du thème abordé ici, merci de compléter l'article en donnant les références utiles à sa vérifiabilité et en les liant à la section « Notes et références ».
Catherine Bouroche, née le 21 mai 1942 à Casteljaloux en Lot-et-Garonne et morte le 11 décembre 2015 à Paris 16e, est une sculptrice française.
Elle est enterrée au cimetière du Père-Lachaise (62e division).

## Parcours professionnel
- 1965 - Diplômée de l’École nationale supérieure des arts appliqués et des métiers d'art de Paris.
- 1968 – S’installe dans son atelier rue Pradier, dans le 19e arrondissement de Paris.
- 1975 – Premières œuvres en résine polyester
- 1975-1977 – Œuvres monumentales pour des établissements scolaires
- 1992 – Premiers travaux incluant le plexiglas
- 1992 – Début des travaux sur les nuages
- 1970 – 2009 - Divers salons : Jeune sculpture, Salon de Mai , Salon de Montrouge, Grands et Jeunes d’aujourd’hui, Groupe 109 .
- jusqu'en 2003 – Professeur puis chef d’atelier aux Ateliers du Carrousel  (Musée des arts décoratifs) à Paris
- jusqu'en 2003 – Professeur à École supérieure d'arts graphiques Penninghen à Paris

## Œuvre
Catherine Bouroche a trouvé sa voie avec le travail sur la dualité des rapports entre formes géométriques et formes organiques. Les idées force sont la contrainte, l’enfermement, la libération, le jeu.
Peu à peu les formes organiques des débuts ont changé. 
La rencontre avec plexiglas au milieu des années 1990, a suscité l’apparition des nuages, formes organiques éthérées et ludiques. Plus que des nuages, ce sont aussi des formes anthropomorphes (études sur l’anatomie des nuages). L’humour a sa place dans la subtilité de la démarche avec des nuages qui se jouent des structures contraignantes pour s'en libérer.
Toutes ces formes sont abordées dans leur rapport avec l’espace (terre, ciel, mer) et l’architecture (portes, fenêtres, lucarnes). 
Le travail de Bouroche, toujours tiré dans sa phase initiale, de l'argile malléable, s’exprime finalement dans des matériaux et des formats très variés.  De la petite pièce en terre cuite de moins de 20 cm de hauteur à l’œuvre monumentale de plusieurs mètres, du bronze à la résine polyester, en passant par la terre cuite engobée et le plexiglas. Il se décline aussi sous forme de dessins, prolongement très fidèle des créations en trois dimensions.

## Commandes publiques et privées
- 2008 - Goven (Ille-et-Vilaine)   Deux « portes » monumentales pour la ZAC[2]
- 1975/1977 – Commandes d’œuvres monumentales par l’État dans le cadre du 1 % pour des établissements scolaires :
  - Collège Maryse Bastié (Reims) (Marne)
  - Pré-en-Pail (Mayenne)
  - Nemours (Seine-et-Marne)
  - Caudry (Nord)

## Achat par l'État
- 1983 – Fonds national d'art contemporain : La proie

## Principales expositions personnelles récentes

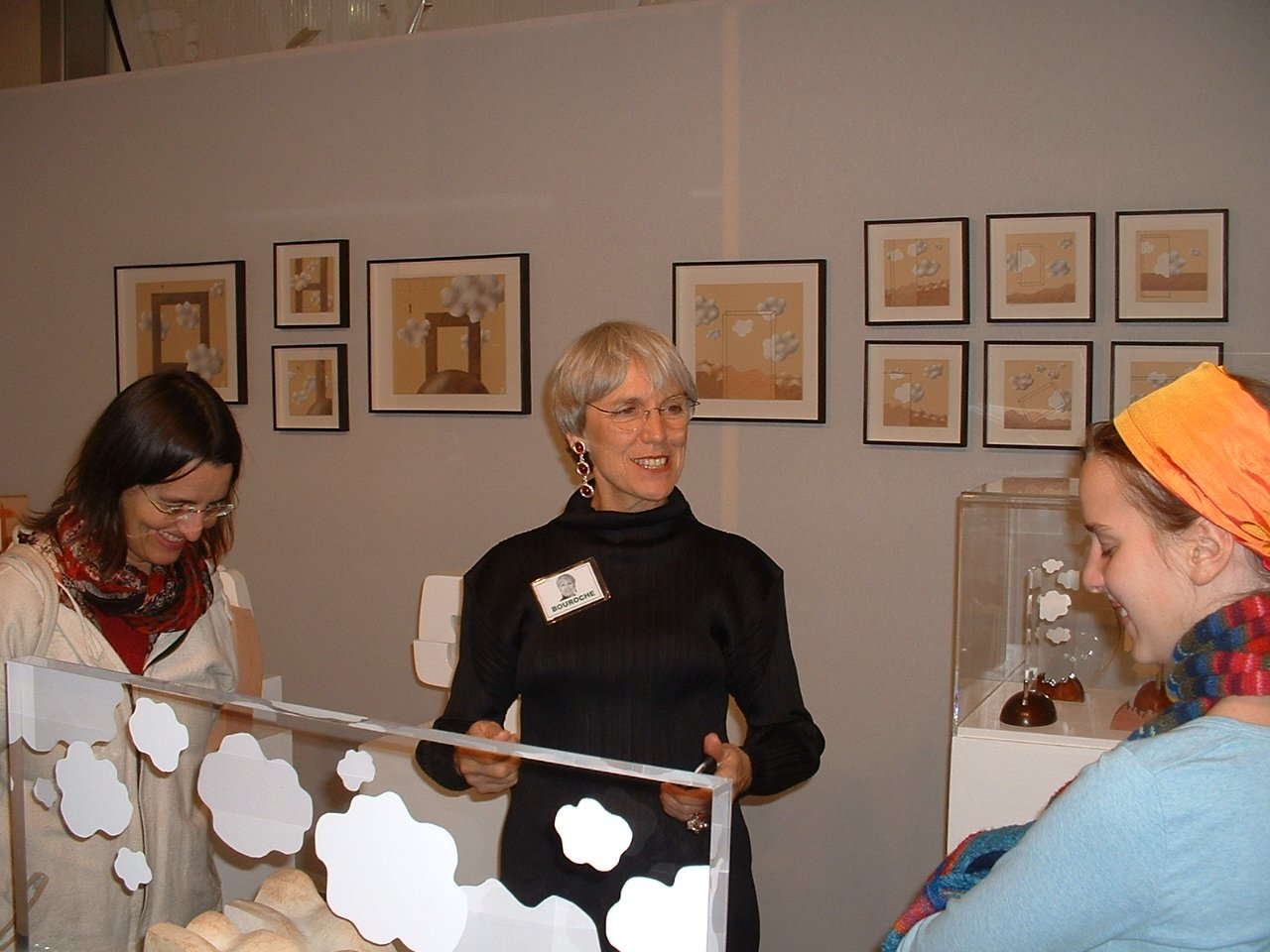
2003, Bouroche à Mac 2000

- 2011 - Galerie Toutes latitudes, Vincennes. (Catalogue)
- 2006 - Galerie Toutes latitudes, Vincennes.
- 2003 - MAC 2000, Paris.
- 1999 - OPAC de Reims.
- 1998 - Galerie Delfi Form, Zwolle (Pays-Bas).
- 1997 - Galerie S 21, Paris.
- 1996 - Galerie Babel, Landsmeer-Amsterdam.

## Principales expositions collectives
- 2009 – 2e Biennale de la sculpture à Yerres (Essonne)
- 2009 - Le Salon des lauréats à Viroflay (Yvelines)
- 2007 - Octobre à Gagny avec la Peau de l’ours, Gagny (Seine-Saint-Denis)
- 2006 - Les cinq ans de la Galerie Toutes latitudes à Vincennes (Val de Marne)
- 2002 - « Le printemps de la sculpture », Chantilly (Oise).
- 2001 - « Quatre artistes français à Tempelhof », Berlin.
- 1994  - Exposition internationale de sculpture, Plumelec (Morbihan).
- 1994 - Musée Nicolas Poussin, Les Andelys (Eure).
- 1992 - Galerie Gérard Laubie, Paris.
- 1985 - Fondation Gulbenkian, Lisbonne.

### Critiques
2011 - La Gazette de Drouot N° 34 - Une histoire de nuages - Le magazine des expositions.